# Siddique Salik
Siddique Salik (en ourdou : برگیڈیر صدیق سالک) est un militaire pakistanais, né le 6 septembre 1935 dans le district de Gujrat et mort le 17 août 1988 à Bahawalpur. 
Il rejoint l'armée pakistanaise en 1964. Lors de la guerre de libération du Bangladesh, il est officier en relations publiques au sein de l'organe de communications des forces armées (Inter-Services Public Relations). Le 20 décembre 1971, il est fait prisonnier par l'Inde après son intervention militaire dans le conflit. 
Libéré en 1973, il devient Lieutenant-colonel en 1977 puis écrit deux années plus tard son récit de la guerre de 1971. Proche du président Muhammad Zia-ul-Haq, il devient général une étoile en 1985 puis directeur-général de l'organe de relations publiques de l'armée. Il meurt dans le crash de l'avion présidentiel à Bahawalpur.